# Chroogomphus rutilus
Chroogomphus rutilus (Schaeff.) O.K. Mill., 1964 è un fungo appartenente alla famiglia Gomphidiaceae.

## Descrizione della specie
Cappello
Carnoso, viscido, umbonato, quasi conico, poi spianato; color rame e un po' vinato, raramente brunastro o giallo; 3–10 cm di diametro.
Lamelle
Rade, grosse, decorrenti sul gambo, facilmente staccabili dal cappello; ocra-rossastre, poi viola-grigiastre e finalmente brunastre con il tagliente giallo e flocculoso.
Gambo
Alto, sodo, pieno, fibrilloso, cilindrico, assottigliantesi alla base; giallo, poi concolore al capello, ma giallastro al piede; 3–8 cm di altezza.
Cortina
Glutinosa a tempo umido, a forma di esili filamenti quando asciutto; di colore ametistina, effimera.
Carne
Soda, compatta, giallo-ocra, più scura quella del gambo, gialla al piede
- Odore: debolmente aromatico.
- Sapore: grato.

Spore
Fusiformi, bruno-scure, nere in massa, 15-22 x 6-8 µm.

## Habitat
Fruttifica in estate-autunno, nei boschi di conifere, più frequente sotto il pino marittimo.

## Commestibilità
Commestibile di scarso pregio, se ne sconsiglia il consumo anche per la somiglianza con specie velenose oppure mortali (es. cortinari rossicci di piccole dimensioni).

## Specie simili
Può confondersi con il Cortinarius speciosissimus (mortale) ed altri cortinari pericolosi dei sottogeneri Leprocybe e Dermocybe.

## Nomi comuni
- (ES)  Gonfidio reluciente

## Sinonimi e binomi obsoleti
- Agaricus viscidus L., Species Plantarum 2: 1173 (1753)
- Cortinarius viscidus (L.) Gray [as 'Cortinaria viscida'], A Natural Arrangement of British Plants (London) 1: 629 (1821)
- Gomphidius rutilus f. testaceus (Fr.) Pilát & Dermek, Hriboviti Huby [Boletaceous Fungi] (Bratislava): 163 (1974)
- Gomphus viscidus (L.) P. Kumm., Führer Pilzk.: 93 (1871)